# Drame et Ombres

Drames et Ombres sont les photographies de Stanley Kubrick à l'époque où il était photographe pour le magazine new-yorkais Look entre 1945 et 1950. Le livre présente 400 photographies extraites des 12 000 images prises par Stanley Kubrick durant cette période.